# Asseiceira (Rio Maior)
Asseiceira es una freguesia portuguesa del concelho de Rio Maior, con 16,77 km² de superficie y 1100 habitantes (2001). Su densidad de población es de 52,4 hab/km².